# كينيتشي موري
كينيتشي موري (باليابانية: 森 賢一) (23 أكتوبر 1984 في غونما في اليابان – )؛ هو لاعب كرة قدم ياباني سابق كان يلعب كلاعب وسط.

## وصلات خارجية
- كينيتشي موري على موقع رابطة كرة القدم اليابانية للمحترفين (اليابانية)
- كينيتشي موري على موقع Soccerway.com (الإنجليزية)